# Hydraena americana
Hydraena americana är en skalbaggsart som beskrevs av Manfred A. Jäch 1993. Hydraena americana ingår i släktet Hydraena och familjen vattenbrynsbaggar. Inga underarter finns listade i Catalogue of Life.